# Cerkiew św. Mikołaja w Mustvee
Cerkiew św. Mikołaja – prawosławna cerkiew parafialna w Mustvee, należąca do eparchii narewskiej Estońskiego Kościoła Prawosławnego.
Budynek został wzniesiony w latach 1861–1864 według projektu architekta eparchialnego Edelsona na potrzeby istniejącej już od 1839 parafii. Poświęcenie obiektu miało miejsce w 1866. W 1957 do obiektu przeniesiono wyposażenie liturgiczne ze zlikwidowanej cerkwi Trójcy Świętej należącej do parafii jednowierczej.